# Arbeitsministerium der Vereinigten Staaten
Das Arbeitsministerium der Vereinigten Staaten (englisch United States Department of Labor, DOL) ist Teil der Bundesregierung der Vereinigten Staaten und unter anderem verantwortlich für Arbeitssicherheit, Arbeitsentgelt, Arbeitszeitregelungen, Arbeitslosenversicherung, Vermittlung von Arbeitssuchenden und berufliche Weiterbildung. Das Ministerium mit Sitz in Washington, D.C. beschäftigt im Jahr 2021 15.338 Mitarbeiter.
Der Kongress der Vereinigten Staaten gründete bereits 1884 ein Amt für Arbeit, angesiedelt unter dem Innenministerium. Dieses Arbeitsamt (Bureau of Labor) wurde zum Arbeitsministerium ausgebaut, erhielt aber nicht den gewünschten Stellenwert und Einfluss. Am 14. Februar 1903 ging es im Ministerium für Handel und Arbeit auf. William Howard Taft, damaliger Präsident, unterschrieb am 4. März 1913 (dem letzten Tag seiner Amtszeit) die Unterlagen zur Trennung der beiden Ministerien, sodass das Arbeitsministerium als eigenständige Behörde agieren konnte.

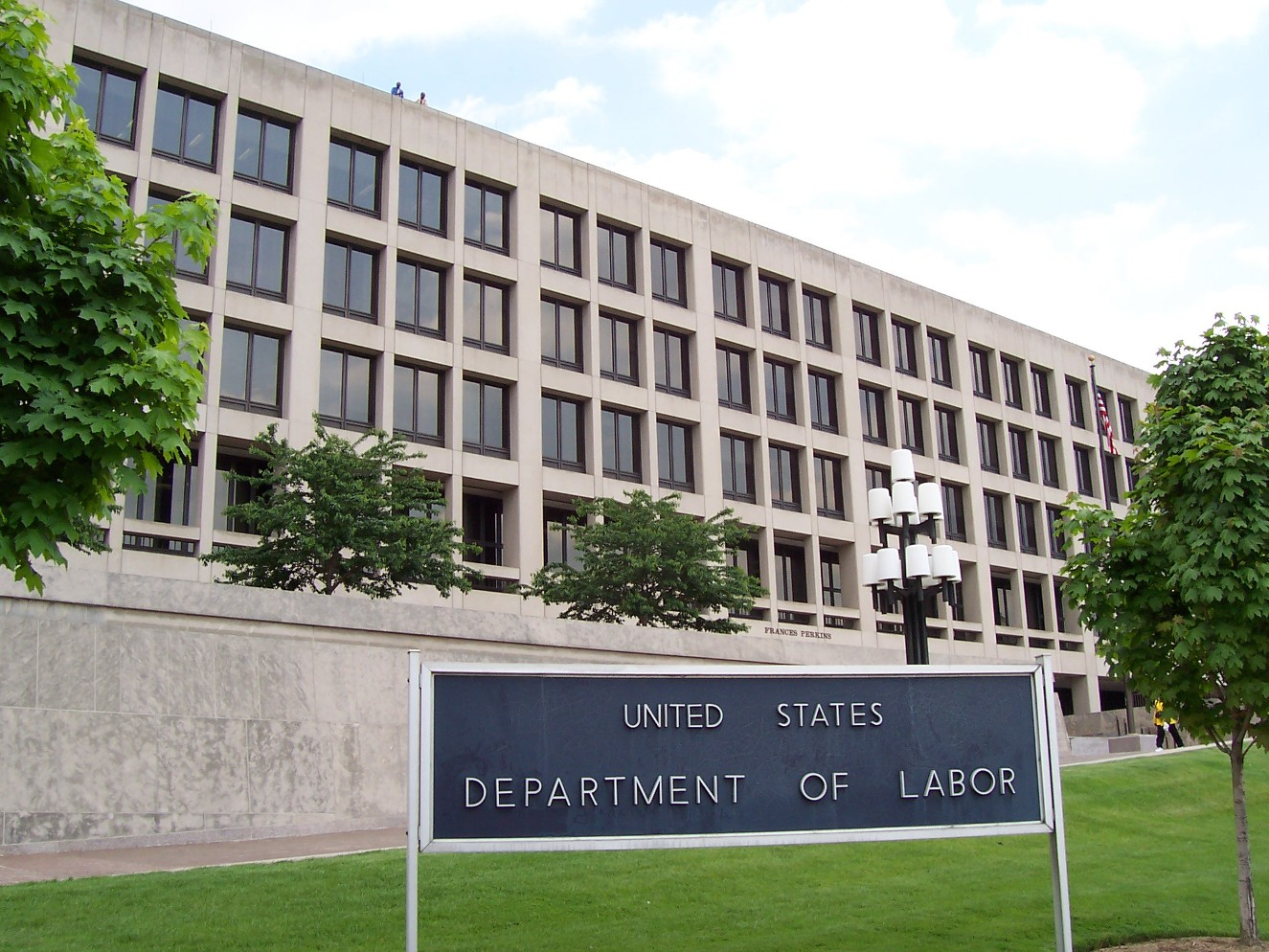
Hauptverwaltung

## Unterstellte Bereiche
- Administrative Review Board (ARB)
- Benefits Review Board (BRB)
- Bureau of International Labor Affairs (ILAB)
- Bureau of Labor Statistics (BLS)
- Center for Faith-Based & Community Initiatives
- Employees’ Compensation Appeals Board (ECAB)
- Employment Standards Administration (ESA)
  - Office of Federal Contract Compliance Programs
  - The Office of Labor-Management Standards
  - Office of Workers’ Compensation Programs
  - Wage and Hour Division
- Employment & Training Administration (ETA)
- Mine Safety & Health Administration (MSHA)
- Occupational Safety and Health Administration (OSHA)
- Pension & Welfare Benefits Administration (PWBA)
- Veterans’ Employment & Training Service (VETS)
- Women’s Bureau (WB)

## Liste der US-Arbeitsminister
| Nr. | Bild | Name                          | Amtszeit                                         | unter US-Präsident                     |
| --- | ---- | ----------------------------- | ------------------------------------------------ | -------------------------------------- |
| 1   |      | William Bauchop Wilson        | 6. März 1913–4. März 1921                        | Woodrow Wilson                         |
| 2   |      | James John Davis              | 5. März 1921–30. November 1930                   | Warren G. Harding, Calvin Coolidge     |
| 3   |      | William Nuckles Doak          | 9. Dezember 1930–4. März 1933                    | Herbert Hoover                         |
| 4   |      | Frances Perkins               | 4. März 1933–30. Juni 1945                       | Franklin D. Roosevelt, Harry S. Truman |
| 5   |      | Lewis Baxter Schwellenbach    | 1. Juli 1945–10. Juni 1948                       | Harry S. Truman                        |
| 6   |      | Maurice Joseph Tobin          | 13. August 1948–0. Januar 1953                   | Harry S. Truman                        |
| 7   |      | Martin Patrick Durkin         | 21. Januar 1953–10. September 1953               | Dwight D. Eisenhower                   |
| 8   |      | James Paul Mitchell           | 9. Oktober 1953–20. Januar 1961                  | Dwight D. Eisenhower                   |
| 9   |      | Arthur Joseph Goldberg        | 21. Januar 1961–20. September 1962               | John F. Kennedy                        |
| 10  |      | William Willard Wirtz         | 25. September 1962–20. Januar 1969               | John F. Kennedy, Lyndon B. Johnson     |
| 11  |      | George Pratt Shultz           | 22. Januar 1969–1. Juli 1970                     | Richard Nixon                          |
| 12  |      | James Day Hodgson             | 2. Juli 1970–1. Februar 1973                     | Richard Nixon                          |
| 13  |      | Peter Joseph Brennan          | 2. Februar 1973–15. März 1975                    | Gerald Ford                            |
| 14  |      | John Thomas Dunlop            | 18. März 1975–31. Januar 1976                    | Gerald Ford                            |
| 15  |      | William Julian Usery          | 10. Februar 1976–20. Januar 1977                 | Gerald Ford                            |
| 16  |      | Freddie Ray Marshall          | 27. Januar 1977–20. Januar 1981                  | Jimmy Carter                           |
| 17  |      | Raymond James Donovan         | 4. Februar 1981–15. März 1985                    | Ronald Reagan                          |
| 18  |      | William Emerson Brock III     | 29. April 1985–31. Oktober 1987                  | Ronald Reagan                          |
| 19  |      | Ann Dore McLaughlin Korologos | 17. Dezember 1987–20. Januar 1989                | Ronald Reagan                          |
| 20  |      | Mary Elizabeth Hanford Dole   | 25. Januar 1989–23. November 1990                | George Bush                            |
| 21  |      | Lynn Morley Martin            | 22. Februar 1991–20. Januar 1993                 | George Bush                            |
| 22  |      | Robert Bernard Reich          | 22. Januar 1993–10. Januar 1997                  | Bill Clinton                           |
| 23  |      | Alexis Margaret Herman        | 1. Mai 1997–20. Januar 2001                      | Bill Clinton                           |
| 24  |      | Elaine Lan Chao               | 29. Januar 2001–20. Januar 2009                  | George W. Bush                         |
| 25  |      | Hilda Lucia Solis             | 24. Februar 2009–22. Januar 2013                 | Barack Obama                           |
| 26  |      | Thomas Edward Perez           | 23. Juli 2013–20. Januar 2017                    | Barack Obama                           |
| -   |      | Edward C. Hugler              | 20. Januar 2017–28. April 2017 (kommissarisch)   | Donald Trump                           |
| 27  |      | Rene Alexander Acosta         | 28. April 2017–19. Juli 2019                     | Donald Trump                           |
| -   |      | Patrick Pizzella              | 20. Juli 2019–30. September 2019 (kommissarisch) | Donald Trump                           |
| 28  |      | Eugene Scalia                 | 30. September 2019–20. Januar 2021               | Donald Trump                           |
| -   |      | Al Stewart                    | 20. Januar 2021–22. März 2021 (kommissarisch)    | Joe Biden                              |
| 29  |      | Martin Joseph Walsh           | 23. März 2021–11. März 2023                      | Joe Biden                              |
| -   |      | Julie A. Su                   | 11. März 2023–20. Januar 2025 (kommissarisch)    | Joe Biden                              |
| -   |      | Vince Micone                  | 20. Januar 2025–11. März 2025 (kommissarisch)    | Donald Trump                           |
| 30  |      | Lori Michelle Chavez-DeRemer  | seit 11. März 2025                               | Donald Trump                           |